# 國營吉爾吉斯航空
國營吉爾吉斯航空是吉爾吉斯斯坦的國家航空公司。該航空公司為吉爾吉斯共和國由蘇聯獨立時所創建。但於2005年破產倒閉，由民營的吉爾吉斯航空取而代之。過去曾營運獨立國協各國以及中國新疆維吾爾自治區的航線。

## 機蟹
至2005年，國營吉爾吉斯航空擁有以下機隊：
- 1架空中巴士A320
- 1架安托諾夫An-26
- 5架安托諾夫An-28
- 2架伊尔-76TD
- 2架圖-134-134A
- 2架圖-154M
- 2架雅克-40